# Esquimaux Point
Esquimaux Point, misijsko selo Montagnais Indijanaca na sjevernoj obali rijeke St. Lawrence, oko 20 milja (32 kilometra) istočno od Mingana u Quebecu, Kanada. Osnovala ga je 1857. grupa Frankokanađana koji su se ovamo doselile s Îles de la Madeleine a na koji su došli s otočja St-Pierre et Miquelon. Stanovništvo se bavilo ribarenjem. Godine 1924. ime je promijenjeno u Havre St-Pierre.

## Vanjske poveznice
- Fotografije iz 1905.